# Atterraggio forzato (film 1948)
Atterraggio forzato (Broken Journey) è un film del 1948 diretto da Ken Annakin e Michael C. Chorlton.